# Chao Liu
Chao Liu (n. 6 de marzo de 1959) es un militar chino con el rango de general de división. Fue, entre 2011 y 2014, comandante de la Fuerza de las Naciones Unidas para el Mantenimiento de la Paz en Chipre (UNFICYP) sucediendo al contralmirante peruano Mario Sánchez Debernardi, y siendo remplazado por la Mayor General noruega Kristin Lund. Anteriormente Chao Liu ha ocupado otros cargos de primer orden dentro del Fuerzas Terrestres del Ejército Popular de Liberación (subcomandante de una división de infantería mecanizada), en el Ministerio de Defensa de China y enviado al extranjero como agregado militar, naval y aéreo chino en la embajada en la India. En relación con las Naciones Unidas, Chao Liu fue observador militar en la Misión de Naciones Unidas para el referendo en el Sahara Occidental entre 1992 y 1993.